# Ешимкулов, Макан
Мака́н Ешимку́лов (каз. Мақан Ешімқұлов; 1885 год — 1978 год) — старший чабан колхоза имени Ворошилова Байганинского района Актюбинской области, Казахская ССР. Герой  Социалистического Труда (1948).
Родился в 1885 году в крестьянской семье на территории современного Байганинского района. С раннего детства занимался выпасом скота. С 1929 года по 1957 год трудился чабаном, старшим чабаном в сельскохозяйственной артели колхоз «Булактыколь» (позднее — колхоз имени Ворошилова, с 1963 года — совхоз имени Абая) Байганинского района.
В 1947 году бригада Макана Ешимкулова вырастила 562 ягнят от 460 овцематок. Указом Президиума Верховного Совета СССР от 23 июля 1947 года удостоен звания Героя Социалистического Труда с вручением ордена Ленина и золотой медали «Серп и Молот» «за получение высокой продуктивности животноводства в 1947 году при выполнении колхозом обязательных поставок сельскохозяйственных продуктов и плана развития животноводства».
В последующие годы бригада получала в среднем по 125—135 ягнят от каждой сотни овцематок.
В 1965 году участвовал во Всесоюзной выставке ВДНХ.
Скончался в 1978 году.
Награды
- Герой Социалистического Труда
- Орден Ленина
- Медаль «За доблестный труд в Великой Отечественной войне 1941—1945 гг.»